# Sacey
Sacey – miejscowość i gmina we Francji, w regionie Normandia, w departamencie Manche.
Według danych na rok 1990 gminę zamieszkiwało 500 osób, a gęstość zaludnienia wynosiła 33 osoby/km² (wśród 1815 gmin Dolnej Normandii Sacey plasuje się na 442. miejscu pod względem liczby ludności, natomiast pod względem powierzchni na miejscu 234.).